# Ábelová
Ábelová es un municipio del distrito de Lučenec en la región de Banská Bystrica, Eslovaquia, con una población estimada a final del año 2017 de 198 habitantes. 
Se encuentra ubicado en el centro-sur de la región, en el valle del río Ipoly —un afluente izquierdo del Danubio— y cerca de la frontera con Hungría.

## Demografía
| Año        | 1994 | 2004     | 2014    | 2024    |
| ---------- | ---- | -------- | ------- | ------- |
| Población  | 300  | 248      | 232     | 213     |
| Diferencia |      | −17,33 % | −6,45 % | −8,18 % |

| Año        | 2023 | 2024    |
| ---------- | ---- | ------- |
| Población  | 217  | 213     |
| Diferencia |      | −1,84 % |